# Contrarimesus franklinae
Contrarimesus franklinae is een pissebed uit de familie Ischnomesidae. De wetenschappelijke naam van de soort is voor het eerst geldig gepubliceerd in 2003 door Merrin & Poore.